# Giancarlo Bercellino
Giancarlo Bercellino (ur. 9 października 1941 w Gattinarze) – włoski piłkarz występujący na pozycji obrońcy. Podczas kariery grał w takich klubach jak US Alessandria Calcio 1912, Juventus F.C., Brescia Calcio, S.S. Lazio oraz w reprezentacji Włoch.